# Henri Honsia
Hendrik „Henri“ Karel Joanna Honsia (* 26. Mai 1913 in Mechelen; † 6. Februar 2004 ebenda) war ein belgischer Kanute.
Er nahm bei den Olympischen Sommerspielen 1936 in Berlin an den Wettkämpfen im Einer-Kajak über 1000 Meter teil. Dort schied er jedoch im zweiten Vorlauf knapp als Fünfter aus. 